# 사랑도 미움도 (2006년 드라마)
《사랑도 미움도》는 2006년 12월 4일부터 2007년 4월 21일까지 방영되었던 SBS 아침연속극이었다.
파격적 설정과 갈등으로 주목을 끌며 인기몰이를 했으나, 김정희(이아현 분)와 정인주(이자영 분)가 각자의 아이들을 낳고 세월이 흐른 후 그럭저럭 웃으며 끝낼 수 있을만한 상황으로 가져가기엔 지나치게 꼬아놨다는 지적을 받았다.

## 등장인물

### 주요 인물
- 이아현(김정희)
- 이자영(정인주)
- 오대규(박재혁)
- 오민석(박승표)

### 그 외 인물
- 김혜옥(오금자)
- 박주아(방씨)
- 홍여진(예미선)
- 장미자(황남숙)
- 정아름(최리라)
- 이혜은(이순영)
- 이진아(장영란)
- 김동균(강석두)
- 한동한(전지현)
- 김원웅
- 오연서(김예린)
- 최원홍(임민호/박민호)
- 장준휘
- 박성균)
- 서호철

### 특별출연
- 윤기원

## 수상
- 2007 SBS 연기대상
  - 뉴스타상 : 오민석
  - 연속극 부문 남자 조연상 : 오대규